# Pinoy
Pinoy (weiblich: Pinay) ist eine informelle Bezeichnung, die von Filipinos für ihre Landsleute in den Philippinen verwendet wird. Filipinos bezeichnen sich normalerweise formlos mit dem Wort Pinoy, das gebildet wird, indem man die letzten vier Buchstaben des Wortes „Filipino“ nimmt und das diminutive Suffix-y anfügt. Das Wort wurde von den ausgebürgerten Filipino-Amerikanern während der 1920er Jahre geprägt und wurde später von Filipinos in den Philippinen angenommen. Pinoy ist eine Bezeichnung der Zuneigung und wird selten formalsprachlich verwendet. Der Begriff entspricht einem Spitznamen, der von nahen Familienmitgliedern und Freunden verwendet wird. Er wurde in den Philippinen während der späten 1970er, einer Zeit des wachsenden Patriotismus, besonders populär. Damals landeten die philippinischen Sänger Heber Bartolomes mit dem Lied Tayo’y mga Pinoy (Wir sind Filipinos) und Florante de Leon mit Akoy isang Pinoy (Ich bin ein Filipino) Hits.